# 50 Herculis
50 Herculis är en misstänkt variabel i Herkules stjärnbild.
Stjärnan varierar mellan fotografisk magnitud +5,81 och 5,85 utan någon fastställd periodicitet.